# 鯨河馬形類
鯨河馬形類（くじらかばけいるい）は、鯨類（クジラ、イルカ等）とカバ科の現生種および絶滅した近縁種を含む分類群である。
現生種において鯨類とカバ科で構成される分類群は、Waddell et al. (1999) によってWhippomorphaとして提唱された。一方でArnason et al. (2000) によって、Whippomorphaという用語に問題があり混乱を招くとして代替名としてCetancodontaが提唱された。国際動物命名規約における先取権の原理により、Whippomorphaを有効名とする提案もある。

## 分類
鯨河馬形類を亜目とみなし、従来の鯨目を下目相当とする考え方もある。カバ下目は現生科のカバ科と絶滅科のアントラコテリウム科からなり、以前は猪豚亜目に分類されていた。一例として、以下にBurgin et al. (2020) による現生科の下位分類を示す。和名は、主として川田ら (2018) に従う。
- 鯨下目[10] Cetacea（鯨類）
  - ヒゲクジラ小目[11] Mysticeti
    - セミクジラ科 Balaenidae
    - コセミクジラ科 Neobalaenidae
    - ナガスクジラ科 Balaenopteridae

  - ハクジラ小目[11] Odontoceti
    - マッコウクジラ上科[12] Physteroidea
      - マッコウクジラ科 Physeteridae
      - コマッコウ科[13] Kogiidae

    - アカボウクジラ上科[12] Ziphioidea
      - アカボウクジラ科 Ziphiidae

    - カワイルカ上科[12] Platanistoidea
      - カワイルカ科 Platanistidae

    - 上科 Lipotoidea
      - ヨウスコウカワイルカ科[14] Lipotidae

    - 上科 Inioidea
      - アマゾンカワイルカ科 Iniidae
      - ラプラタカワイルカ科[15] Pontoporiidae

    - マイルカ上科[12] Delphinoidea
      - イッカク科 Monodontidae
      - マイルカ科 Delphinidae
      - ネズミイルカ科 Phocoenidae
- カバ下目[16] Ancodonta
  - カバ科 Hippopotamidae